# Der Krieg des Charlie Wilson
Der Krieg des Charlie Wilson (Originaltitel: Charlie Wilson’s War) ist eine Politsatire  des Regisseurs Mike Nichols aus dem Jahr 2007 mit Tom Hanks in der Hauptrolle. Das Drehbuch zum Film schrieb Aaron Sorkin anhand des gleichnamigen Buches von George Crile. Die Handlung basiert auf dem Leben von Charlie Wilson, einem ehemaligen Abgeordneten im Kongress der Vereinigten Staaten. Der Film war die letzte Regiearbeit von Nichols, der 2014 starb.

## Handlung
Charlie Wilson befindet sich in seiner fünften Wahlperiode als texanischer Kongressabgeordneter der Demokratischen Partei im Repräsentantenhaus. Er gilt als Frauenheld, konsumiert Drogen, vor allem zu viel Alkohol, und in seinem Abgeordnetenbüro arbeiten ausschließlich junge Frauen, die er nach ihrem Aussehen auswählt. Die mit Wilson befreundete Joanne Herring entstammt gehobenen gesellschaftlichen Kreisen und ist die sechstreichste Frau in Texas. Sie ist konservativ, christlich und eine überzeugte Antikommunistin. Herring verband früher mit Wilson eine Beziehung, die auch über die Jahre hinweg immer wieder erneuert wird.
Am 6. April 1980 sieht Wilson einen Fernsehbericht von Dan Rather aus Afghanistan und wird dadurch auf den Kampf der Mudschahedin im Krieg gegen die sowjetische Besatzung aufmerksam. Wilson erfährt vom dafür zuständigen Mitarbeiter Jim Van Wagenen aus dem Verteidigungsunterausschuss United States House Appropriations Subcommittee on Defense, dass das Budget für Operationen in Afghanistan aktuell 5 Millionen US-Dollar jährlich beträgt, und lässt daraufhin den Betrag verdoppeln.
In der Zwischenzeit hat der Staatsanwalt seinen Parteifreund John Murtha im Visier, deswegen soll Wilson auf Wunsch des Sprechers des Repräsentantenhauses Tip O’Neill einen Sitz im Ethik-Ausschuss erhalten, um möglichen Ärger für Murtha zu vermeiden.
Wilson wird zu einer Party in Joanne Herrings Haus in Houston eingeladen, auf der ein Film über Afghanistan gezeigt wird und ultrarechte Antikommunisten Geld für den Kampf gegen die Sowjets sammeln. Herring drängt Wilson dazu, sich dafür einzusetzen, die afghanischen Mudschahedin zu unterstützen, und arrangiert ein Treffen zwischen ihm und dem pakistanischen Präsidenten Zia-ul-Haq. In Islamabad angekommen, werfen die Berater des Präsidenten den USA Unentschlossenheit und Untätigkeit vor. Auch werden Vorwürfe an die CIA gerichtet, da diese offenbar unfähig war, frühzeitig zu bemerken, dass 130.000 Sowjetsoldaten in Afghanistan eingedrungen waren. Wilson erfährt, dass bereits ein Fünftel der Bevölkerung von Afghanistan über die Grenze nach Pakistan geflohen ist. Auf die Bitte des Präsidenten besucht er ein Flüchtlingslager in Peschawar, wo er verstümmelte Kinder sieht, Berichte über Gräueltaten der sowjetischen Armee hört und darüber zutiefst erschüttert ist. Im Anschluss trifft er sich sogleich mit dem CIA-Stationsleiter Harold Holt in der US-Botschaft in Islamabad und bietet diesem finanzielle Unterstützung für Waffenlieferungen an. Holt ist jedoch darüber besorgt, dass große Geldströme und Waffenlieferungen auffallen würden, und lehnt seine Hilfsangebote ab.
Zurück in der Heimat wird Wilson von einem Zeugen beschuldigt, in Las Vegas Kokain konsumiert zu haben, weswegen nun Bundesanwalt Rudy Giuliani gegen Wilson ermittelt.
Noch unter dem Eindruck der Bilder aus dem Flüchtlingslager bestellt Wilson sogleich einen Unterabteilungsleiter der CIA zu sich ein. Es erscheint jedoch nur der cholerische und von seiner Arbeit frustrierte CIA-Führungsoffizier Gust Avrakotos, der kürzlich in Streit mit dem CIA-Direktor der europäischen Sparte Henry Cravely geriet und diesen beschimpfte, da dieser ihm die von Vorgänger Alan Wolfe versprochene Beförderung zum Sektionschef verweigerte. Avrakotos schloss sich daraufhin dem für Afghanistan zuständigen CIA-Referat an und erklärt Wilson nun, dass er genau der richtige Ansprechpartner für ihn sei. Avrakotos und Wilson suchen Rat beim CIA-Experten für strategische Waffen, Michael G. Vickers, der ihnen bei der Auswahl der Waffen gegen sowjetische Mi-24-Kampfhubschrauber hilft.
In Jerusalem treffen sie auf Zvi Rafiah, der ihnen sowjetische Waffen, darunter Beutewaffen aus dem Sechstagekrieg, besorgen soll, um zu verhindern, dass bei den Kämpfern Waffen aus US-Produktion gefunden werden. In Kairo erlangt er über eine befreundete Bauchtänzerin Zugang zum stellvertretenden Verteidigungsminister von Ägypten und erhält über diesen Zugang zu weiteren sowjetischen Waffen aus ägyptischer Lizenzproduktion. Bei seinen Verhandlungen mit ausländischen Regierungen schafft es Wilson somit, dass Israel, Ägypten, Pakistan und Saudi-Arabien heimlich mit der CIA zusammenarbeiten, womit er allerdings gegen den Logan Act verstößt. Obwohl zu dieser Zeit Pakistan und Afghanistan das Existenzrecht Israels nicht anerkennen, wurde Israel so nach den USA der zweitgrößte Waffenlieferant für die afghanischen Widerstandskämpfer. Die Mudschahedin werden dadurch mit modernen Waffen nicht-amerikanischer Herkunft versorgt, darunter Ein-Mann-Boden-Luft-Raketen, welche erfolgreich gegen die sowjetischen Kampfhubschrauber eingesetzt werden.
Als ersten Schritt entschließt sich die CIA dazu, eine Rebellengruppe mit dem Namen Vereinigte Front der nördlichen Provinz unter ihrem Anführer Ahmad Schah Massoud mit Waffen im Wert von rund zehn Millionen US-Dollar zu beliefern und ihnen militärische Ausbilder zu schicken.
Um die Erhöhung des Budgets auf 40 Millionen sicherzustellen, benötigt Wilson die Stimme des Ausschuss-Vorsitzenden Doc Long. Doch dieser zeigt sich widerwillig, insbesondere da Afghanistan, Ägypten, Pakistan und Saudi-Arabien allesamt totalitäre Diktaturen seien und er Fundamentalisten auch nicht für besser hält als Kommunisten. So benötigt Wilson die Hilfe von Herring, der es gelingt, den Kirchengänger Doc Long dazu zu überreden, mit nach Pakistan in ein Flüchtlingslager zu reisen. Dort wird dieser schnell überzeugt und ist so ergriffen, dass der Christ zusammen mit den Moslems Allahu akbar („Gott ist groß“) ausruft.
Wilson gelingt es über seine Beziehungen, das Budget schrittweise immer wieder aufstocken zu lassen, bis es schließlich 500 Millionen US-Dollar erreicht, wobei Saudi-Arabien die US-Zahlungen verdoppelt und man somit eine Milliarde US-Dollar für den Krieg der Mudschahedin bereitstellt.
Als Doc Long die Wiederwahl verliert, wird John Murtha Nachfolger als Ausschuss-Vorsitzender. Da Wilson damals für Murtha in der Ethik-Kommission gestimmt hatte, ist er auf Wilsons Seite und die Finanzierung somit weiterhin gesichert.
Wegen der ständig steigenden Verluste im wirtschaftlich eher unbedeutenden Afghanistan zieht sich die Sowjetarmee schließlich zurück. Am 14. April 1988 unterzeichnet die Sowjetunion in Genf ein Abkommen über den Abzug sowjetischer Truppen aus Afghanistan.
Nachdem 500 Millionen US-Dollar für den Krieg genehmigt worden sind, versucht Wilson nach Kriegsende, wenigstens eine Million für den Aufbau in Afghanistan bewilligt zu bekommen, was ihm jedoch verweigert wird, da sich niemand für Schulen in dem fernen Land interessieren würde.
Aus der Hand von James Woolsey erhielt Charlie Wilson als erster und bislang einziger Zivilist die höchste Ehrung der CIA, die Auszeichnung Honored Colleague („geehrter Kollege“). Der Film endet mit der Einblendung eines Zitats von Charlie Wilson als Anspielung auf die Konsequenzen in der Zukunft: “These things happened. They were glorious and they changed the world … and then we fucked up the end game.” („Diese Dinge passierten. Sie waren ruhmreich und änderten die Welt … und dann versauten wir das Endspiel.“)

## Hintergrund
- Die deutsche Stimme von Tom Hanks sprach im Film aufgrund gesundheitlicher Probleme nicht dessen Standardsprecher Arne Elsholtz, sondern Joachim Tennstedt.
- Das im Film gezeigte große Gemälde im Haus von Joanne Herring basiert auf einem Werk von John Singer Sargent aus dem Jahr 1884 mit dem Titel Madame X, hier jedoch abgeändert mit der Abbildung von Julia Roberts.
- Der während der Abschuss-Sequenz gespielte Titel Turning the Tide ist eine Adaption von Händels And he shall purify (Und er wird reinigen die Kinder Levi) aus Der Messias.
- Als zum Ende des Films Avrakotos Wilson eindringlich warnt, sich auch nach Ende des Krieges um die Menschen in Afghanistan zu kümmern, wurde der Toneffekt eines deutlich zu hörenden Flugzeugs eingefügt, was eine Andeutung auf den 11. September 2001 sein soll.
- Der Film wurde an verschiedenen Orten in Kalifornien sowie in Marokko gedreht.[4]
- Die Produktionskosten wurden auf 75 Millionen US-Dollar geschätzt. Der Film spielte in den Kinos weltweit rund 119 Millionen US-Dollar ein, davon rund 66,7 Millionen US-Dollar in den USA und vier Millionen US-Dollar in Deutschland.[5]
- Kinostart in den USA war am 21. Dezember 2007, in Deutschland am 7. Februar 2008.

## Kritiken
„Erzählt wird die Geschichte in Schwung und Stimmung, die dem Whiskeyglasschwenken nahe kommt, mit pointierten Dialogen, präzisem Timing und drei herausragenden Schauspielern. […] So könnte man Der Krieg des Charlie Wilson am Ende für seinen Witz und seine Schauspieler loben. […] Aber dann denkt man an die Bilder mit Raketenwerfern schießender Islamisten, die es heute immer noch gibt und die jubeln, wenn sie amerikanische Ziele getroffen haben; an die Szene, in der Herring den pakistanischen Präsidenten Zia (Om Puri) begrüßt, der gerade den Vater von Benazir Bhutto hat ermorden lassen, und daran, dass der Film in Amerika ins Kino kam, kurz bevor Benazir Bhutto selbst ermordet wurde. Auch wenn der CIA-Agent mahnt und auch wenn Charlie Wilson das Grundproblem der amerikanischen Außenpolitik erkannt hat, überall einzumarschieren, um dann nicht wiederaufzubauen – die Gegenwart der Vergangenheit, von der dieser Film erzählt, ist zu mächtig, als dass man sie derart einfach zu den Akten legen könnte. […] Die rhetorische Frage, die dieser Film stellt, lautet: Kann man eine Tragödie als süffige Heldengeschichte erzählen?“

„‚Das haben wir uns nicht ausgedacht‘, endete der Abspann eines Trailers, und die Macher haben recht: Alles hat sich tatsächlich so ereignet, damals, als kampflüsterne Mudschahedin in Tracht noch keine Terroristen waren, sondern ‚freedom fighters‘ mit ihren lustigen ‚freedom hats‘. […] Doch die wirkliche Geschichte enthält noch mehr: Sie ist die Parabel auf den faszinierenden Irrtum Amerikas, vor 20 Jahren begriffen zu haben, wie sich in Afghanistan ein unklugerweise dort eingefallenes Imperium besiegen ließ – um heute den Kernfehler der Sowjets von damals zu wiederholen. […] Washington hatte verstanden. Und marschierte knapp 20 Jahre später in Afghanistan ein, um sich wenig später in der gleichen Rolle wie die Sowjets wiederzufinden. Und nicht zu verstehen, wieso sie noch so viele Taliban umbringen können und trotzdem nicht siegen. Ihre Freunde von damals sind ihre Todfeinde heute. Mudschahedin-Kommandeur Jalaludin Haqqani, für Charlie Wilson einst ‚das Gute in Menschengestalt‘, begegnete den Amerikanern nach dem 11.9.2001 wieder: als einer der wichtigsten Militärkommandeure der Taliban auf Platz 3 ihrer ‚most wanted‘-Liste für Afghanistan. Sie haben ihn bis heute nicht gefasst.“

„Das Satirische ist keineswegs die geeignete Form für diese Geschichte, die schließlich – auf der Ebene der Realpolitik – ein Debakel bedeutet hat: Bis heute sind die Raketenwerfer, die Charlie Wilson an die Mudschahidin liefern ließ, im Umlauf. Verzweifelt versucht die CIA, sie heimlich zurückzukaufen. Sorkin und der Regisseur Mike Nichols schieben die Folgen des Tuns von Charlie Wilson so weit wie möglich hinaus. Sie können Brüche in ihrer Hauptfigur nicht gebrauchen, lassen so aber einen Bruch entstehen, der durch den Film selbst geht. […] Da macht ein Mann seine Sache gut, auch wenn er vielleicht moralisch dafür gar nicht ausgestattet war. Andererseits ist Charlie Wilson aber der Held einer Politik, die heute weitgehend als kurzsichtig und inkonsequent und im Ergebnis fatal eingeschätzt wird. […] Über diesen Widerspruch soll das Publikum einfach hinweglachen.“

„Wir sehen den Triumph der drei Verschwörer, als die Russen 1988 gedemütigt aus Afghanistan abziehen. Doch der Jubel der Kalten Krieger klingt hohl, weil wir schon wissen, dass die asymmetrische Form der Kriegsführung, die die Mudschahedin gegen die Russen entwickelt haben, sich heute gegen den Westen richtet, vor allem in Afghanistan und im Irak. Ein junger Mann namens Osama Bin Laden war unter jenen, die durch Charlie Wilsons Schule gingen. Das vom Westen nach dem Abzug der Russen fallen gelassene Afghanistan wurde ihm zum Rückzugsraum. Das Großartige an diesem Film ist, dass er sich dennoch nicht in rückwärtsgewandter Besserwisserei ergeht. Die Kalten Krieger, die hier die Strippen ziehen, sind keine antiamerikanischen Abziehbilder. Charlie, Joanne und Gust sind alles andere als böse Imperialisten. Es geht ihnen nicht um die amerikanische Macht per se – wie später den Neocons, die sie beerben. Die drei Akteure gehören zur untergegangenen Spezies der cold war liberals, der Antikommunisten aus dem Lager der Demokraten, die aus genuinem Freiheitssinn für eine harte Haltung gegen das Sowjetimperium waren.“

„Im Prinzip erzählt der Film eine wahre Geschichte. Als Quelle gibt er George Criles Wilson-Biografie an, aus der die Welt zum ersten Mal erfahren konnte, dass nicht etwa der republikanische Präsident Reagan die ‚letzte heiße Schlacht des Kalten Kriegs‘ gewann, sondern ein demokratischer Abgeordneter aus Texas, bekennender Whiskytrinker und Schürzenjäger. In Wahrheit ist es dieser scheinbare Gegensatz von Patriotismus und losen Sitten, für den sich Regisseur Mike Nichols und seinen Drehbuchautor Aaron Sorkin vor allem interessieren. Ihr Film setzt sich weniger mit den fatalen Folgen des Afghanistankriegs auseinander, als er vielmehr einen Politikstil feiert, wie es ihn heute, in Zeiten der allgegenwärtigen Political Correctness, nicht mehr gibt.“

## Auszeichnungen
Der Film war bei den Golden Globe Awards 2008 in fünf Kategorien nominiert: Bester Film – Komödie oder Musical, Bester Hauptdarsteller – Komödie oder Musical (Tom Hanks), Beste Nebendarstellerin (Julia Roberts), Bester Nebendarsteller (Philip Seymour Hoffman) und Bestes Filmdrehbuch (Aaron Sorkin). Philip Seymour Hoffman erhielt auch eine Nominierung für den Oscar als bester Nebendarsteller (2008). Aaron Sorkin und Philip Seymour Hoffman waren 2008 zudem für den Preis der Broadcast Film Critics Association nominiert. Hoffman war 2007 auch für den Preis der Chicago Film Critics Association nominiert. Die Deutsche Film- und Medienbewertung FBW in Wiesbaden verlieh dem Film das Prädikat besonders wertvoll.

## Historische Wirklichkeit
Das Buch und der darauf basierende Film werden in Bezug auf ihre historische Faktentreue eher negativ bewertet.

„Der Krieg des Charlie Wilson (2007) ist zwar amüsant, hat aber nur eine sporadische Verbindung zur historischen Realität.“

„George Criles glänzendes Buch Der Krieg des Charlie Wilson und der darauf basierende Film ist eine famose Erzählung, nimmt jedoch die Perspektive des texanischen Kongressabgeordneten ein und tendiert dazu, seine Bedeutung zu verzerren.“

„Die Verfilmung des gleichnamigen Romans Der Krieg des Charlie Wilson von George Crile verfügt über dieselben Anteile an Phantasie und Realitätsflucht wie auch Rambo III, dessen Schauplatz ebenfalls der sowjetische Krieg in Afghanistan ist.“